# Almacén de Cepsa (Santa Cruz de Tenerife)
El Almacén de Cepsa se sitúa en el barrio de Los Llanos de la ciudad de Santa Cruz de Tenerife, isla de Tenerife (Canarias, España).
Es Bien de Interés Cultural, con categoría de Monumento.

## Descripción
Es un almacén rectangular con una sección de siete calles separadas por pilares. El alzado ofrece como característica más destacable la combinación de estructuras abovedadas. La calle central, sobreelevada, presenta cubierta en forma bóveda de cañón construida de ladrillo. Las dos calles adyacentes forman sendas bóvedas cuartocirculares. En contraposición a estas bóvedas de desarrollo longitudinal se han dispuesto las cubiertas de las calles laterales, de una sola altura, como un tejado inclinado formando pequeñas bóvedas transversales que confieren dinamismo al conjunto. Entre las bóvedas se han dispuesto planos inclinados, no abovedados, donde se abren hileras de ventanas metálicas, con cristal esmerilado.
En el interior, la nave central presenta un espacio abierto, libre; las naves anejas presentan un forjado de ladrillo hueco. Los pilares que apean las bóvedas apoyan, sucesivamente, sobre dos tipos de vigas transversales de hormigón. La primera de ellas, coincidente con los forjados laterales, dispone de un voladizo hacia la nave central que hace a su vez de pasillo de circunvalación de ésta. La segunda sirve de apoyo para la bóveda central, para las laterales y para la grúa-puente central. Un sótano de grandes dimensiones se ha habilitado hacia el este aprovechando el desnivel del terreno.
La fachada original (sur) es de composición simétrica. Traduce el contorno curvilíneo de las naves, amén de la rectitud de las bandas o franjas lumínicas, de lo que resulta una combinación de perfiles curvilíneos y angulosos. El hueco central aparece flanqueado por dos fajas de ladrillo ligeramente retranqueadas y oblicuas con respecto al paramento de la fachada. Un pequeño voladizo a manera de porche divide en dos cuerpos este vano central. La parte superior se resuelve con una claraboya. A ambos lados de este hueco principal se disponen diez ventanas de carpintería metálica y desarrollo vertical con sus correspondientes ventanillos para aireación en la parte posterior. Finalmente, en los extremos, en coincidencia con las calles, de una sola altura y cubierta inclinada, hallamos una hilera horizontal de ventanas. Hacia el este de la fachada se ha añadido un módulo -enfermería- cuadrangular de reciente factura. Se trata de un almacén rectangular con una sección de siete calles separadas por pilares.